# Larentia extensata
Larentia extensata là một loài bướm đêm trong họ Geometridae.